# Pritaneo Nacional Militar

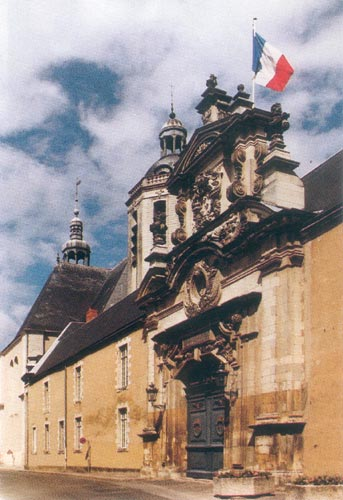
Puerta de Honor del Pritaneo Nacional Militar.

El Pritaneo Nacional Militar es hoy uno de los seis liceos militares franceses dependientes del Ministerio de Defensa. La escuela está en la región del Pays de la Loire, en los límites del Departamento de Maine, de Anjou y de Turena, en la ciudad de La Flèche.
La institución fue creada por el rey Enrique IV para "instruir a la juventud, hacer que se enamore de las ciencias, del honor y de la virtud, para poder servir al público", y en él, bajo la denominación de Collège royal Henri-IV, enseñaron los jesuitas a personajes tan importantes como René Descartes y David Hume entre 1604 y 1762. Después pasó a ser una institución académica militar, por lo que este colegio es también heredero del Pritaneo que instauró Napoleón desde 1800 y se estableció en La Flèche desde 1808.